# بركة بنت عبد الله
بركة بنت عبد الله أم السلطان الأشرف (ت. 774 هـ)، أنشأت سنة 771 هـ مدرسة بالنبانة بالقرب من القلعة بالقاهرة، وخصصت بها درسا للشافعية ودرسا للحنفية، وجعلت على بابها حوض ماء للسبيل، كما ألحقت بها بيتا للأيتام. ولما توفيت، رثاها الشهاب بن الأعرج السعدي: